# Waregem

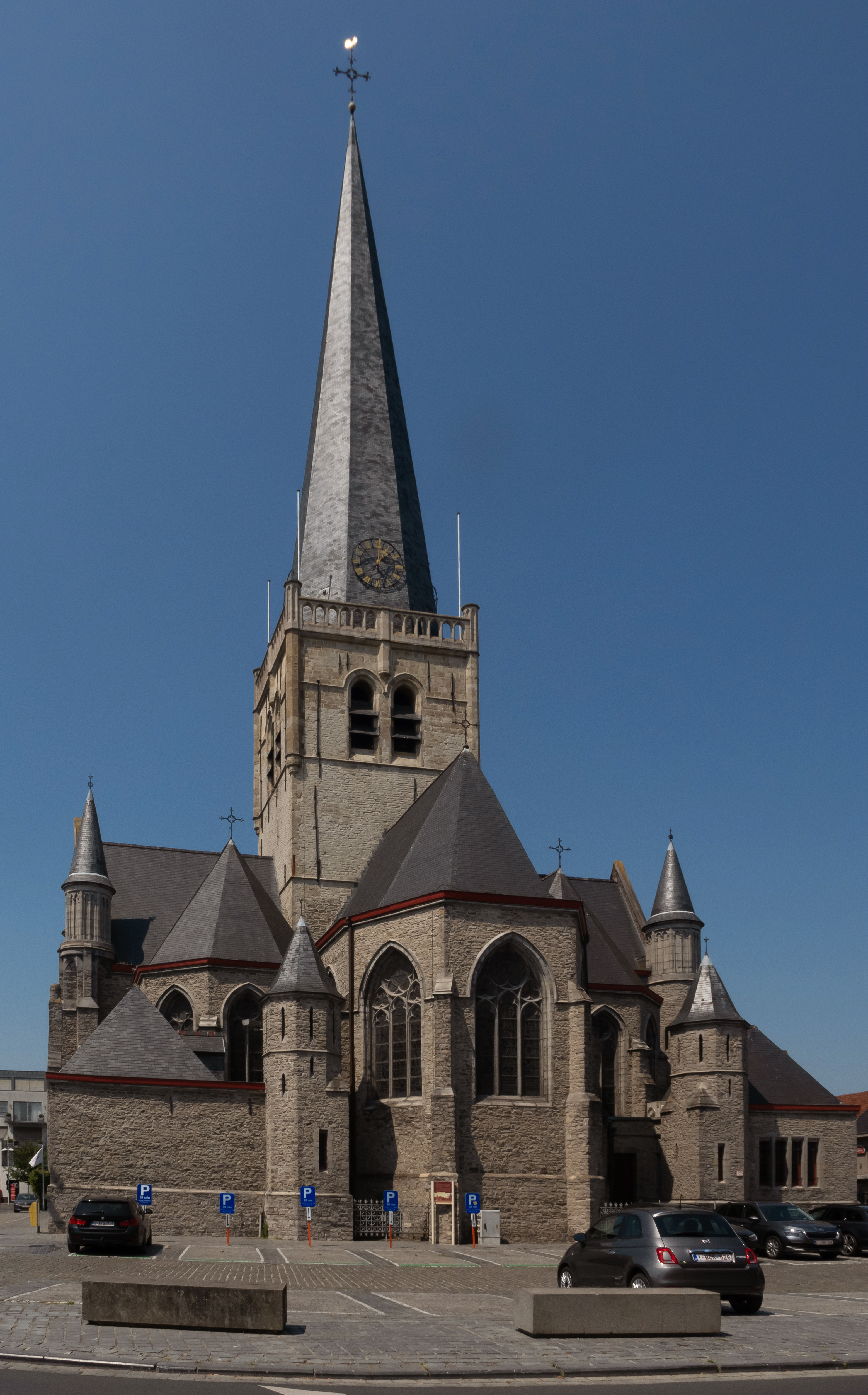
Waregem, l'église: la Sint-Amandus-en-Blasius Kerk

Waregem [ˈʋaːrəɣɛm] est une ville néerlandophone de Belgique située en Région flamande dans la province de Flandre-Occidentale
Elle compte environ 39 000 habitants.

## Histoire
Le nom d'origine de la ville était « Waro-inghaheim », ce qui signifierait « domicile du clan Waro ». La plus ancienne mention de ce nom date de 826. Il est cependant plus ancien, de même que la colonie à laquelle il fait référence, et remonte probablement à l'époque franque. Durant la période gallo-romaine, plusieurs colonies étaient présentes à Waregem, comme le montrent diverses découvertes archéologiques : éclats de vaisselles, pointes de flèches, monnaies. Les premiers habitants s'installèrent essentiellement au bord de la Lys. La majeure partie de la ville actuelle était recouverte par la forêt.
Vers 950, l'abbaye Saint-Pierre de Gand acquit un territoire qui s'étendait sur une grande partie de Beveren, la quasi-totalité de Desselgem, et de larges bandes de la frontière entre Deerlijk et Waregem. Jusqu'au XIIIe siècle, l'abbaye Saint-Gravon de Gand possédait également de nombreux terrains à Vive-Saint-Éloi et Waregem. La période du IXe au XIIIe siècle fut celle de la féodalisation de la région des Gavers : de puissants seigneurs s'enrichirent avec des portions du territoire de l'abbaye Saint-Pierre. Le centre de Waregem était entouré de terrains appartenant aux seigneurs de Termonde. Ces derniers prirent possession de Waregem au XIIe siècle à l'exception du centre du village qui fut concédé au chapitre cathédral Notre-Dame de Tournai.
La Révolution française remplaça la structure féodale par un état moderne et centralisé. Waregem, Desselgem et Beveren firent alors partie du canton d'Harelbeke, Vive-Saint-Éloi du canton d'Oostrozebeke. Waregem fut jusqu'au XVIIIe siècle une commune rurale. Le centre du village formait depuis des siècles une enclave bâtie au milieu des bois. Ces derniers couvraient encore au XVIIIe siècle 26 % de la superficie de la commune.
Le commerce se développa à partir du XVIIe siècle. Dès 1635, l'époque fut mûre pour accorder des brevets et légaliser le « marché noir » du beurre, du blé et d'autres denrées. Courtrai, Wakken et Audenarde s'y opposèrent, voyant en Waregem un concurrent sérieux. Ce n'est qu'en 1784 qu'une nouvelle demande brevet, cette fois avec le soutien d'Ingooigem, Nokere, Zulte, Wortegem, Vive-Saint-Bavon, Vive-Saint-Éloi et Anzegem, aboutit. Le 29 novembre 1784, l'empereur Joseph II d'Autriche donna son accord pour l'organisation d'un marché hebdomadaire de toile, de lin, de beurre, d'œufs.
Ce fut le début de la période industrielle du commerce du textile. En 1734, sur 900 foyers (environ 4 500 habitants), Waregem comptait environ 800 métiers à tisser. À côté de l'industrie textile croissante, le village s'étendait, comprenant un centre de soins dont profitaient également les communes voisines.
Durant la première moitié du XIXe siècle, cette tendance se poursuivit vers une concentration plus large de métiers spécialisés que l'on trouvait auparavant à Courtrai, Deinze ou Audenarde. De nombreuses associations culturelles virent le jour, témoignant du dynamisme de la bourgeoisie waregemoise dans les domaines artistiques, littéraires et musicaux.
Durant la première moitié du XXe siècle, l'industrie du lin dominait la vie économique de Waregem. Les « rives dorées de la Lys » étaient riches en emplois. Après la crise des années 1940, la période de la mécanisation de l'artisanat débuta à Waregem. L'industrie textile demeurait importante et Waregem devint prospère et un pôle d'attraction pour les communes environnantes.
Jusqu'en 1977, Waregem était la seule composante de la commune, Beveren-Leie, Desselgem et Vive-Saint-Éloi constituant d'autres communes. Le 1er janvier 1977, les communes furent fusionnées, formant la commune de Waregem. Celle-ci n'eut dès lors qu'un bourgmestre et un blason. Le 23 juin 1999, le Parlement fédéral vota une loi reconnaissant le titre de Ville à la commune de Waregem à compter du 1er janvier 2000.

## Géographie
La principale section de la commune de Waregem est la ville de Waregem elle-même, avec plus de 23 000 habitants. Au nord-ouest se trouvent les sections de Beveren, Desselgem (5 000 habitants chacune) et de Vive-Saint-Éloi (4 000 habitants) le long de la Lys. Les limites de la commune suivent les anciens méandres de la Lys, qui ont été rectifiés. Les sections de Waregem et Vive-Saint-Éloi forment presque un même ensemble du fait de la construction de quartiers d'habitation et de zones d'activités, de même que Beveren et Desselgem s'étendent l'un vers l'autre. À Waregem, sur la route vers Deerlijk, se trouve Nieuwenhove, un hameau relativement important et toujours séparé, bien qu'il soit lié sous la forme d'un village-rue au hameau de Molenhoek, dépendant de Deerlijk.
Vive-Saint-Éloi et Desselgem se sont tous les deux développés là où la Lys pouvait être traversée. Des modèles typiques de quartiers jumeaux y sont apparus : Desselgem est lié à Ooigem et Vive-Saint-Éloi à Vive-Saint-Bavon.
Waregem est constitué de plusieurs quartiers. Les quartiers de Gaverke et de Biest forment une paroisse séparée. La paroisse Sainte-Famille à Gaverke fut créée en 1941 et la paroisse Saint-Joseph à Biest en 1966. La paroisse du centre-ville se nomme Saint-Amand. Tous les quartiers connaissent un haut niveau d'urbanisation. Il reste néanmoins des espaces libres au bord de la Lys au nord de la commune, et autour du hameau de Nieuwenhove (V)

### Carte

Waregem, entités et communes voisines. Les zones en jaune sont les zones bâties.

### Sections de la commune
| # | Section              | Superf. (km²) | Habitants (2020) | Habitants par km² | Code INS |
| - | -------------------- | ------------- | ---------------- | ----------------- | -------- |
| 1 | Waregem (I)          | 26,79         | 23.736           | 886               | 34040A   |
| 2 | Beveren (II)         | 6,39          | 5.377            | 842               | 34040B   |
| 3 | Desselgem (III)      | 7,24          | 5.199            | 718               | 34040C   |
| 4 | Vive-Saint-Éloi (II) | 3,86          | 4.032            | 1.046             | 34040D   |

### Communes limitrophes
- a. Anzegem (commune d'Anzegem)
- b. Ingooigem (commune d'Anzegem)
- c. Vichte (commune d'Anzegem)
- d. Deerlijk (commune de Deerlijk)
- e. Harelbeke (commune de Harelbeke)
- f. Bavikhove (commune de Harelbeke)
- g. Ooigem (commune de Wielsbeke)
- h. Wielsbeke (commune de Wielsbeke)
- i. Vive-Saint-Bavon (commune de Wielsbeke)
- j. Zulte (commune de Zulte)
- k. Kruishoutem (commune de Kruishoutem)
- l. Nokere (commune de Kruishoutem)
- m. Wortegem (commune de Wortegem-Petegem)

## Héraldique
|  | La commune possède des armoiries qui lui ont été originellement octroyées le 19 août 1893. Déjà un an plus tôt, le 7 novembre 1892, les armoiries avaient été octroyées, mais le blason avait été omis par erreur. Après la fusion avec les autres municipalités en 1977, de nouvelles armoiries étaient nécessaires. Le conseil communal adopta les nouvelles armoiries en 1978, mais elles ne furent officiellement octroyées le 1er décembre 1980. Les armoiries sont celles de la famille Plotho, seigneurs de Waregem depuis 1584 et barons d’Ingelmunster. Ils les ont adoptées au XVIIe siècle. Pour distinguer les armoiries de la municipalité de celles de la famille, il fallait ajouter le blason bleu. Blasonnement : Ecartelé au premier et quatridèe d'argent à la fleur de lys , aux deuxième et troisième des maures, couronné d'or et habillé de sinople; sur le tout d'azur à une tête de cerf au naturel, mouchetée d'argent. - Délibération communale : 1978 - Arrêté de l'exécutif de la communauté : 1 décembre 1980 Source du blasonnement : Heraldy of the World. |

## Démographie

### Évolution démographique: Avant la fusion des communes
- Sources : INS, Rem. : 1831 jusqu'en 1970 = recensements, 1976 = nombre d'habitants au 31 décembre[4].

### Évolution démographique: Commune fusionnée
En tenant compte des anciennes communes entraînées dans la fusion de communes de 1977, on peut dresser l'évolution suivante:
- Source: DGS , de 1831 à 1981=recensements population; à partir de 1990 = nombre d'habitants chaque 1 janvier[5]

## Transport
Waregem se situe sur l'axe Courtrai-Gand. Cet axe est constitué par la ligne train 75 (Gand-St-Pierre – Mouscron), l'autoroute A14/E17 et la route N43, qui traversent Waregem d'est en ouest. La ligne 66A dessert également la gare de Waregem.

## Politique
Les élections communales de 2018 ont affaiblit la majorité absolue du CD&V par rapport à 2006, le parti obtenant plus de 51,2 % des voix, 60 % en 2006. Kurt Vanryckeghem a été élu bourgmestre. Il est le fils de Jozef Vanryckeghem, bourgmestre de Waregem de 1989 à 1991.

## Personnalités nées à Waregem
- Claude de Burie, acteur ;
- Émile Claeys, ingénieur ;
- Erik Derycke, homme politique, juriste, ancien ministre ;
- Han Coucke (1975-), acteur belge ;
- M. Storme : bourgmestre (1898), commandeur de l'ordre de Léopold ;
- Eric Demunster (1942-2023), coureur cycliste, y est mort ;
- Armand Desmet, coureur cycliste ;
- Andy De Smet, coureur cycliste ;
- Dick Norman, joueur de tennis ;
- Franky Vandendriessche, footballeur ;
- Ludwig Verduyn (nl), rédacteur en chef d'Actua TV ;
- Jean Casier, Président du Comité des Courses de Waregem, passionné de chevaux et d'attelage.
- Jana Coryn, footballeuse internationale belge ;
- Octaaf Verbeke, coureur cycliste.

## Sport
La commune est connue pour la Course de Waregem (Waregem Koerse), course hippique disputée chaque année, le mardi suivant le dernier week-end du mois d'août, à l'hippodrome de Gaverbeek.
En football, Waregem connut le succès avec le KSV Waregem, qui remporta la Coupe de Belgique en 1974 et la Supercoupe de Belgique en 1982. Ce club fusionna avec le Zultse VV en 2001, formant le SV Zulte Waregem qui remporta la Coupe de Belgique en 2006. Le club est sacré vice-champion de Belgique 2012-2013. Voir Championnat de Belgique de football 2012-2013
Waregem accueille chaque année l'arrivée de la course cycliste À travers les Flandres. En 1957, les championnats du monde de cyclisme sur route s'y déroulèrent. Waregem fut également ville-départ de la troisième étape du Tour de France 2007.

### Clubs Sportifs
Football
- SV Zulte Waregem

handball
- Desselgemse HC

## Jumelages
- Ngarama  Rwanda (jusqu'en 1987)
- Szekszárd  Hongrie

## Euro Equus
- Jerez  Espagne
- Pardubice  République tchèque
- Golegã  Portugal
- Wrocław  Pologne